# USS Vincennes (CA-44)
USS Vincennes (CA-44) – amerykański krążownik ciężki typu New Orleans, chronologicznie szesnasty w kolejności przyjęty do służby krążownik traktatowy marynarki amerykańskiej.
Podobnie jak pozostałe jednostki swojego typu, okręt miał 9950 ton wyporności standardowej, w odróżnieniu jednak od pierwszych trzech krążowników swojego typu, okręt został wyposażony w lżejszą wersję dział dział 203 mm L/55 oznaczoną jako Mark 12, dzięki czemu każda z trzech jego potrójnych wież artyleryjskich była o około 40 ton lżejsza. Niemal całkowite wykorzystanie przy jego konstrukcji dopuszczonej traktatami waszyngtońskim i londyńskim wyporności standardowej, umożliwiło lepsze opancerzenie okrętu, niż w przypadku jego poprzedników typów Pensacola i Northampton. Celem zaś jeszcze lepszej ochrony biernej przed ogniem artylerii przeciwnika, magazyny amunicji tego okrętu, zostały przeniesione poniżej linii wodnej.
Jednostka została zwodowana 21 maja 1936 roku w stoczni Fore River, po czym przyjęta do służby w marynarce 24 lutego 1937 roku. W okresie przedwojennym, oprócz działalności szkoleniowej na Atlantyku, USS „Vincennes” (CA-44) odbył też podróże do Europy. Po wybuchu II wojny światowej na tym kontynencie, „Vincennes” brał udział w patrolach neutralności, zaś po japońskim ataku na Pearl Harbor, eskortował lotniskowiec USS Hornet (CV-8) w jego drodze z Norfolk na Pacyfik. Wraz z „Hornetem” i USS „Enterprise” (CV-6) wziął następnie udział w rajdzie Doolittle’a na Wyspy Japońskie. Podczas bitwy pod Midway bronił uszkodzonego w ataku bombowców nurkujących lotniskowca USS „Yorktown” (CV-5), przed atakiem bombowców torpedowych kpt. Tomonagi.
Wspierał następnie amerykańskie lądowanie na Guadalcanalu, po czym został zatopiony w nocnej bitwie z japońskimi krążownikami koło wyspy Savo.